# Платанос (дем Навпактия)
Вижте пояснителната страница за други значения на Платанос.
Пла̀танос (на гръцки: Πλάτανος) е село в Република Гърция, дем Навпактия, област Западна Гърция. Селото има население от 324 души. До 2011 година селото е център на дем Платанос в ном Етолоакарнания.

## Личности
Родени в Платанос
- Георгиос Пулос (? – 1947), гръцки офицер, лидер на колаборационистична паравоенна организация по време на окупацията на Гърция през Втората световна война
- Константинос Пулос (? – 1912), гръцки офицер и деец на гръцката въоръжена пропаганда в Македония
- Николаос Ципурас, гръцки офицер и деец на гръцката въоръжена пропаганда в Македония